# Bruzelia australis
Bruzelia australis är en kräftdjursart som beskrevs av Stebbings 1910. Bruzelia australis ingår i släktet Bruzelia och familjen Synopiidae. Inga underarter finns listade i Catalogue of Life.